# Joanne Malar
Joanne Susan Malar (Hamilton, 30 de octubre de 1975) es una deportista canadiense que compitió en natación.
Ganó  medallas en el Campeonato Mundial de Natación en Piscina Corta entre los años 1995 y 1999.
Participó en tres Juegos Olímpicos de Verano, entre los años 1992 y 2000, ocupando el cuarto lugar en Atlanta 1996 y el quinto en Sídney 2000, en la prueba de 200 m estilos.

## Palmarés internacional
| Campeonato Mundial en Piscina Corta | Campeonato Mundial en Piscina Corta | Campeonato Mundial en Piscina Corta | Campeonato Mundial en Piscina Corta |
| Año                                 | Lugar                               | Medalla                             | Prueba                              |
| ----------------------------------- | ----------------------------------- | ----------------------------------- | ----------------------------------- |
| 1995                                | Río de Janeiro (Brasil)             | Medalla de oro                      | 400 m estilos                       |
| 1995                                | Río de Janeiro (Brasil)             | Medalla de oro                      | 4 × 200 m libre                     |
| 1997                                | Gotemburgo (Suecia)                 | Medalla de bronce                   | 400 m estilos                       |
| 1999                                | Hong Kong (China)                   | Medalla de plata                    | 400 m estilos                       |
| 1999                                | Hong Kong (China)                   | Medalla de bronce                   | 400 m libre                         |